# Nephodia flammatraria
Nephodia flammatraria är en fjärilsart som beskrevs av Achille Guenée 1858. Nephodia flammatraria ingår i släktet Nephodia och familjen mätare. Inga underarter finns listade i Catalogue of Life.